# Capsicum carassense
Capsicum carassense ist eine 2020 erstbeschriebene Art aus der Gattung Paprika (Capsicum) in der Familie der Nachtschattengewächse (Solanaceae).

## Beschreibung

### Vegetative Merkmale
Capsicum carassense ist ein meist 1 bis 2 Meter (selten 0,8 bis 3 Meter) hoher Strauch, dessen Hauptspross etwas verdickt ist und dessen spärlich vorhandene Seitenzweige dichotom wachsen und horizontal abstehen. Die Sprossen sind hohl und rippig. Junge Sprosse sind grün, streifig und mäßig bis dicht mit einfachen, hakenförmigen, einreihigen, anliegenden, nicht-drüsigen, 0,2 bis 0,7 Millimeter langen, zu einer gelb-braunen Farbe trocknenden Trichomen aus drei bis fünf (selten sechs) Zellen besetzt. Die Knoten sind grün oder purpur gefärbt. An älteren Sprossen wird die Rinde braun, Korkzellen sind nicht vorhanden. Die sympodialen Einheiten sind zweiblättrig, die Laubblätter stehen paarweise oder einzeln in den Verzweigungen der Sprosse. Stehen sie paarweise, sind die beiden Blätter unterschiedlich groß.
Die Laubblätter sind einfach und leicht ledrig. Die Oberseite ist dunkelgrün gefärbt und vor allem an den Blattadern moderat mit einfachen Trichomen besetzt, die denen an den Sprossen gleichen. Die Unterseite ist blasser, die Behaarung ist ähnlich der Oberseite, jedoch sind auch einige drüsige Trichome mit einreihigem Stiel und einem vielzelligen Kopf zu finden. Die Blattspreiten der größeren Blätter werden 6 bis 16 Zentimeter lang und 0,9 bis 2,5 Zentimeter breit. Sie sind schmal-elliptisch oder eilanzettlich und haben vier bis sechs Paare an seitlichen Blattadern. Die Blattachse ist deutlich zu erkennen, während die Seitenadern eher undeutlich sind. Die Basis ist spitz zulaufend, der Blattrand ist ganzrandig und moderat behaart, die Spitze ist meist spitz. Die kurzen Blattstiele sind 0,2 bis 0,6 Zentimeter lang. Die kleineren Blätter werden nur 2,9 bis 3,9 Zentimeter lang, 0,5 bis 0,8 Zentimeter breit, sind schmal-elliptisch und haben nur zwei oder drei (selten vier) Paare an seitlichen Blattadern. Ihre kurzen Blattstiele werden nur 0,2 bis 0,4 Zentimeter lang. Die Basis der kleineren Laubblätter ist spitz zulaufend, der Blattrand ist ganzrandig und moderat behaart, die Spitze ist stumpf.

### Blütenstände und Blüten
Die Art blüht zwischen Oktober und Januar, aber auch im Mai wurden blühende Individuen beobachtet. Die Blütenstände sind Büschel aus zwei bis vier fünfzähligen und zwittrigen Blüten mit doppelter Blütenhülle. Die Blütenstiele sind 1,5 bis 2 Zentimeter (selten 1,2 bis 2,2 Zentimeter) lang, leicht gewinkelt und aufrecht oder schräg stehend. Sie sind grün und zur Blütezeit abgewinkelt. Ihre Behaarung ist moderat. Der kleine Kelch ist 1,2 bis 1,6 Millimeter lang und misst 2,5 bis 3 Millimeter im Durchmesser. Er ist becherförmig, dünnwandig und hellgrün bis cremefarbig, der Kelchrand ist abgeflacht. Die starke Behaarung besteht aus anliegenden, gebogenen, drei- bis fünfzelligen, nichtdrüsigen sowie spärlich vorhandenen, kurzen und drüsigen Trichomen mit einem dunklen, langgestreckten, mehrzelligen Kopf und einem kurz einzelligen Stängel. Am Kelch befinden sich fünf schmale, pfriemliche Zipfel mit einer Länge von 3 bis 4 (selten 2,5 bis 5) Millimeter. Diese sind grün, dicklich und stehen aufrecht relativ nahe am Kelchrand. Ihre Behaarung ist vergleichbar mit der der Kelchröhre.
Die sternenförmige, außen grünlich-weiße, innen dunkelviolett-weiße Krone ist 10 bis 12 Millimeter (selten nur 8 Millimeter) lang und misst 13 bis 20 Millimeter im Durchmesser. Sie ist dicklich und die basal verwachsenen Kronlappen sind weiß umrandet. Die Kronröhre besitzt ein grünliches Zentrum. Die Krone ist zur Hälfte oder weniger gelappt, die Kronröhre ist 4,5 bis 5 Millimeter lang. Die Kronlappen sind 4,5 bis 6,5 Millimeter lang, 5 bis 8 Millimeter breit, sie sind breit-dreieckig bis dreieckig geformt, die Spitzen sind leicht kapuzenartig gebogen. Eine Behaarung ist im Kronschlund sowie an der Basis der Kronlappen zu finden, sie besteht aus langen, drüsigen Trichomen mit einem mehrzelligen, kugelförmigen Kopf und einem zwei- oder dreizelligem Stiel. Auch die Ränder der Kronlappen sind dicht behaart.
Die fünf kurzen Staubblätter sind nahezu gleichgestaltig. Die Staubfäden sind 2,7 bis 3,1 (selten bis 4,1) Millimeter lang, weiß und unbehaart. Sie stehen etwa einen Millimeter oberhalb der Basis in der Kronröhre und sind minimal geöhrt. Die Staubbeutel sind 1,5 bis 1,9 Millimeter lang und elliptisch geformt. Die Theken sind blau gefärbt, der Pollen ist weißlich-cremefarben.
Der oberständige Fruchtknoten ist 1,3 bis 1,5 Millimeter lang und misst etwa 1,2 Millimeter im Durchmesser, er ist hellgrün gefärbt, kahl und fast kugel- bis eiförmig. Die auffälligen Nektarien sind etwa 0,3 Millimeter groß. Der kurze Griffel ist 4,3 bis 5 Millimeter (selten bis 7 Millimeter) lang, weiß gefärbt, keulenförmig und kahl. Die Narbe ist etwa 0,2 Millimeter breit und 0,7 Millimeter lang, cremefarben und scheibenförmig.

### Früchte und Samen
Fruchtende Individuen wurden im Dezember, Februar und April beobachtet. Die Frucht ist eine kugelförmig-eingedrückte Beere mit einem Durchmesser von 6 bis 7 Millimeter Durchmesser. Sie ist zunächst grün, verfärbt sich zur Reife zu gelblich-grün, ist kahl mit scharfem Geschmack. Das Perikarp ist durchscheinend und besitzt sehr lange „Riesenzellen“. Das Endokarp ist wabenförmig, Steinzellen sind nicht vorhanden. Die Stiele haben sich zur Reife auf 1,8 bis 2,5 Zentimeter verlängert, sind hängend und leicht gebogen. An der Spitze sind sie leicht gewinkelt und verbreitert. Der Fruchtkelch hat einen Durchmesser von etwa 4 Millimeter, er ist beständig, nicht weiterwachsend, scheibenförmig und gelblich-grün gefärbt. Die schmalen Kelchzipfel sind an der Frucht abstehend, grün und fleischig. Pro Frucht werden 7 bis 13 Samen gebildet. Diese sind 3,5 bis 4 Millimeter lang und 2,5 bis 3 Millimeter breit, elliptisch bis nierenförmig und bräunlich-schwarz bis schwarz gefärbt. Die Oberfläche ist stark wabenförmig mit kleinen stachelartigen Auswüchsen.

## Verbreitung und Standorte

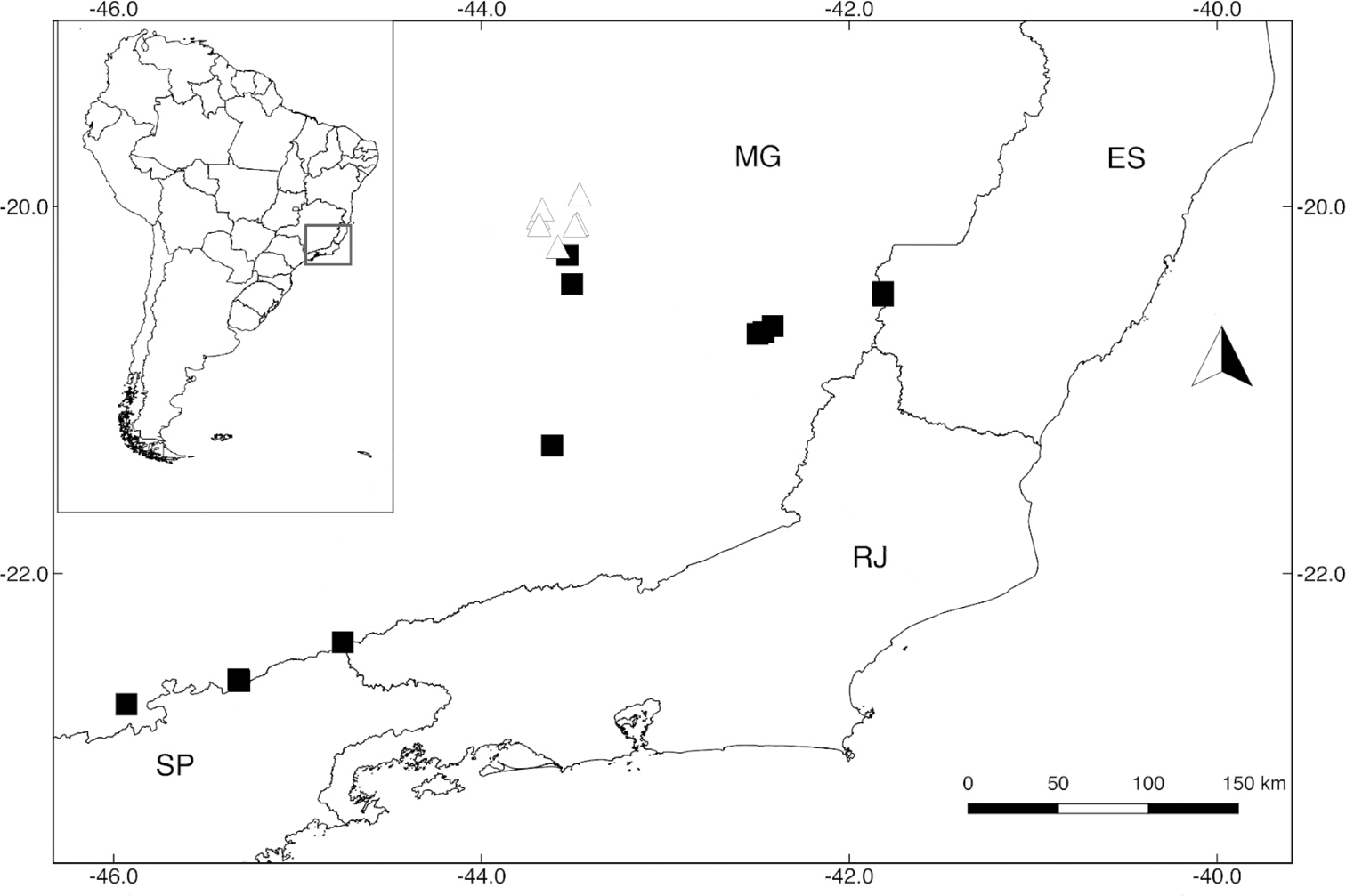
Verbreitung der Art (Dreieckige Markierungen)

Capsicum carassense kommt endemisch im Südosten des brasilianischen Bundesstaats Minas Gerais vor und wächst dort in den Serra do Caraça und anderen nahen Bergketten wie Serra do Gandarela, Serra Geral, Serra do Capanema und Serra São Geraldo in Höhen von 1000 bis 1390 Meter.
Die Population, die für die Erstbeschreibung im Serra do Caraça untersucht wurde, wächst im Unterholz des teilweise Laub abwerfenden, montanen Atlantik-Waldes in schattigen und feuchten Umgebungen.

## Botanische Geschichte
Für die Bearbeitung der Gattung Capsicum für das „Flora-do-Brasil“-Projekt wurden Individuen aus verschiedenen brasilianischen Herbarien und aus aktuellen Sammlungen zunächst der Art Capsicum mirabile zugeordnet. Eine die gesamte Gattung Capsicum umfassende phylogenetische Untersuchung zeigte jedoch, dass diese Gruppe von Individuen eine separate Klade innerhalb der Gattung bildet, die keine Schwesternklade zu Capsicum mirabile ist. Aus darauf aufbauenden, detaillierten morphologischen Untersuchungen konnten die Populationen vom Serra do Caraça und Umgebung als eigenständige Art erkannt werden. Das Epitheton carassense verweist auf das sehr begrenzte Habitat der Art.

## Systematik
Innerhalb der Gattung Capsicum wird Capsicum carassense in eine „Atlantik-Wald“-Klade eingeordnet, deren Arten unter anderem die gelblich-grünen Früchte mit schwarz-braunen Samen gemeinsam haben. Die Art bildet die Schwesterklade zu einer Klade, welche aus den Arten Capsicum cornutum und Capsicum campylopodium besteht. Die morphologisch ähnlichste Art Capsicum mirabile ist ebenfalls in der „Atlantik-Wald“-Klade zu finden. Capsicum carassense kann durch die unterschiedliche Behaarung, die Form der Blätter, längere Kelchzipfel und größere Blüten von Capsicum mirabile unterschieden werden.

## Nachweise
- Gloria E. Barboza, Luciano de Bem Bianchetti, João Renato Stehmann: Capsicum carassense (Solanaceae), a new species from the Brazilian Atlantic Forest. In: PhytoKeys. Band 140, 2020, S. 125–138, doi:10.3897/phytokeys.140.47071.
- Carolina Carrizo García u. a.: Phylogenetic relationships, diversification and expansion of chili peppers (Capsicum, Solanaceae). In: Annals of Botany. Band 118, 2016, S. 35–51, doi:10.1093/aob/mcw079.